# Етурви
Етурви (фр. Etourvy) насеље је и општина у североисточној Француској у региону Шампањ-Арден, у департману Об која припада префектури Троа.
По подацима из 2011. године у општини је живело 201 становника, а густина насељености је износила 13,04 становника/km². Општина се простире на површини од 15,41 km². Налази се на средњој надморској висини од 206 метара.

## Демографија
| 1962. | 1968. | 1975. | 1982. | 1990. | 1999. | 2011. |
| ----- | ----- | ----- | ----- | ----- | ----- | ----- |
| 229   | 245   | 228   | 219   | 190   | 196   | 201   |

График промене броја становника у току последњих година